# Ehécatl

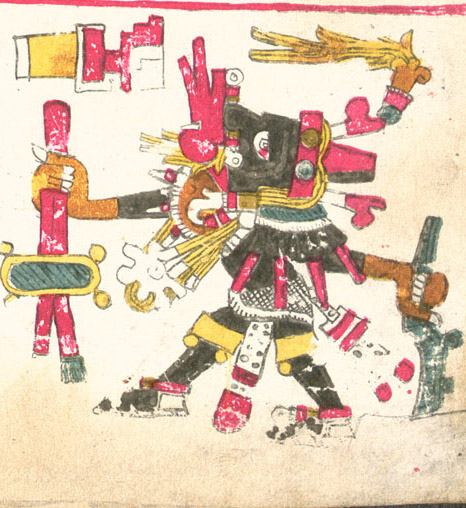
Ehécatl descrito en el Códice Borgia.

Glifo de Ehecatl

Ehécatl (del náhuatl: Ehekatl ‘viento’) en la mitología mexica y para otras culturas de Mesoamérica, era el dios del viento. Usualmente se le interpreta como una de las manifestaciones de Quetzalcóatl, la serpiente emplumada, tomando el nombre de Ehécatl-Quetzalcoatl, apareciendo en el aliento de los seres vivos y en las brisas que traen las nubes con lluvia para los sembradíos.
Es uno de los dioses principales de la creación y héroe cultural en las mitologías de creación del mundo. Su aliento inicia el movimiento del Sol, anuncia y hace a un lado a la lluvia. Trae vida a lo que está inerte. Se enamoró de una muchacha humana llamada Mayah, y le dio a la humanidad la habilidad de amar para que el pudiera corresponderle su pasión y también la habilidad de volar para poder alcanzarlo. Su amor fue simbolizado con un hermoso árbol, el cual crece en el lugar en el que llegó a la tierra.
Según el mito azteca, luego de la creación del quinto sol, este estaba fijo en un punto del cielo, al igual que la luna, hasta que Ehécatl soplo sobre ellos y los puso en movimiento. Usualmente era representado con una máscara bucal roja en forma de pico. Con ella limpiaba el camino para Tláloc, dios de la lluvia, y los Tlaloque, dioses menores.
En ocasiones se le representaba con dos máscaras, tiene un caracol en el pecho, pues el viento es usado para tocar el caracol, y asemeja el sonido del viento; Sus templos normalmente tenían forma circular, para tener menor resistencia al viento y ayudar a su circulación. A veces se le asociaba con los cuatro puntos cardinales, pues el viento viene y va en todas direcciones. Su equivalente en la cultura otomí es Edahi.

## Entidades sobrenaturales
En la mitología nahua de la Huasteca, los ehecameh se refieren, además, a un tipo de espíritus que se encuentran constantemente en las mentes de las personas y son omnipresentes. Suelen tener diferentes nombres, como Xochiehekatl (viento florido), Chikome Ehekatl (siete viento) o Tlatōkxochiehekameh (vientos policromados de cultivo), siendo este último un nombre que enfatiza el daño a los cultivos por parte de estos.

## Templos dedicados a Ehécatl

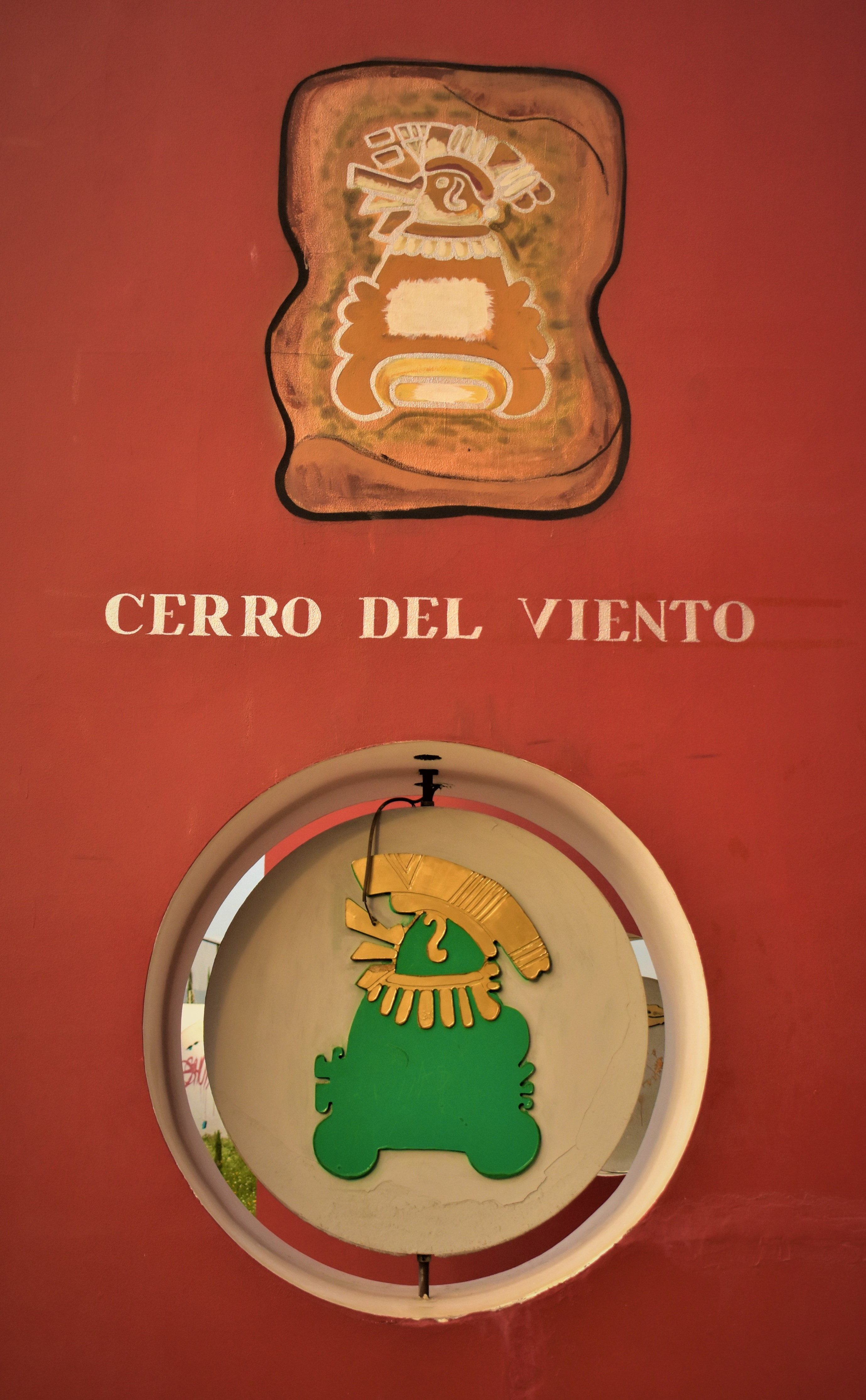
Glifo de Ehécatl, símbolo del Municipio de Ecatepec de Morelos, en el Estado de México, México.

En junio de 2017, un grupo de arqueólogos del Instituto Nacional de Antropología e Historia (INAH) encabezados por Eduardo Matos anunciaron el descubrimiento del templo de Ehécatl y un juego de pelota en un predio localizado en la calle Guatemala del centro histórico.
Este Templo de Ehécatl miraba de frente al Templo Mayor, mientras que la cancha, ubicada de oriente a poniente, estaba orientada al adoratorio de Huitzilopochtli, el dios de la guerra. Esta disposición del espacio representa el combate entre los dioses mexicas, pero también su colaboración.